# أنت تضيئين حياتي (فلم)
أنت تضيئين حياتي (بالإنجليزية: You Light Up My Life) هو فيلم دراما تم إنتاجه في الولايات المتحدة وصدر في سنة 1977.

## ترشيحات وجوائز
| السنة | الحدث  | الفئة      | النتيجة |
| ----- | ------ | ---------- | ------- |
|       | أوسكار | أفضل أغنية | فوز     |

## وصلات خارجية
- مقالات تستعمل روابط فنية بلا صلة مع ويكي بيانات